# 1922 год в науке
В 1922 году были различные научные и технологические события, некоторые из которых представлены ниже.

## Достижения человечества

### Открытия
- 8 февраля — Вальтер Герлах впервые наблюдал в разработанном им совместно с Отто Штерном эксперименте квантование магнитного момента атома.

### Изобретения
- В РСФСР начались теоретические разработки ускорителя частиц (Л. В. Мысовский)

## Награды
- Учреждена Медаль Пристли — высшая награда Американского химического общества.
- Учреждена Медаль Фарадея — награда британского Института техники и технологии, названная именем учёного Майкла Фарадея.
- Нобелевская премия:
  - Химия — Фрэнсис Уильям Астон, «За сделанное им с помощью им же изобретённого масс-спектрографа открытие изотопов большого числа нерадиоактивных элементов и за формулирование правила целых чисел».
  - Физика — Нильс Бор, «За заслуги в исследовании строения атомов и испускаемого ими излучения».
  - Медицина и физиология — Отто Мейергоф, «За открытие тесной взаимосвязи между процессом поглощения кислорода и метаболизмом молочной кислоты в мышце».

## Родились
- 27 апреля — Мацей Наленч, польский учёный, специалист в области биокибернетики.
- 18 июля — Томас Сэмюэл Кун, американский историк и философ науки, считавший, что научное знание развивается скачкообразно, посредством научных революций.
- 8 ноября — Кристиан Барнард, хирург-трансплантолог и общественный деятель. Выполнил первую в мире пересадку сердца от человека человеку.

## Скончались
- 5 февраля — Александр Вильгельм Гетте, немецкий зоолог (род. 1840).
- 11 марта — Август Дезире Уоллер, английский физиолог, доктор медицины (род. 1856).
- 2 апреля — Фридрих Гельбке, русский и немецкий филолог, педагог и переводчик; доктор наук (род. 1842).
- 30 июня — Иоганн Карл Франц Хассе, немецкий врач, анатом и педагог; доктор медицины (род. 1841)[1].